# Flagge Bremens

Die Bremer „Speckflagge“

Die Bremische Flagge ist die offizielle Flagge und Hoheitszeichen der Stadt Bremen und des Landes Freie Hansestadt Bremen. Sie ist mindestens achtmal rot und weiß gestreift und am Flaggenstock gewürfelt und wird in Bremen umgangssprachlich – allerdings auch von offiziellen Stellen – als „Speckflagge“ bezeichnet.
Die Staatsflagge enthält in der Mitte das Bremer Wappen in der Form des Flaggenwappens mit Schlüssel und drei Löwen. Die Behörden greifen als Dienstflagge meist auf eine Flagge mit dem Mittleren Landeswappen zurück.
Die Flagge Bremens trägt die Farben der mittelalterlichen Reichsfahne, der Hanse und vieler Hanseflaggen.

## Aussehen

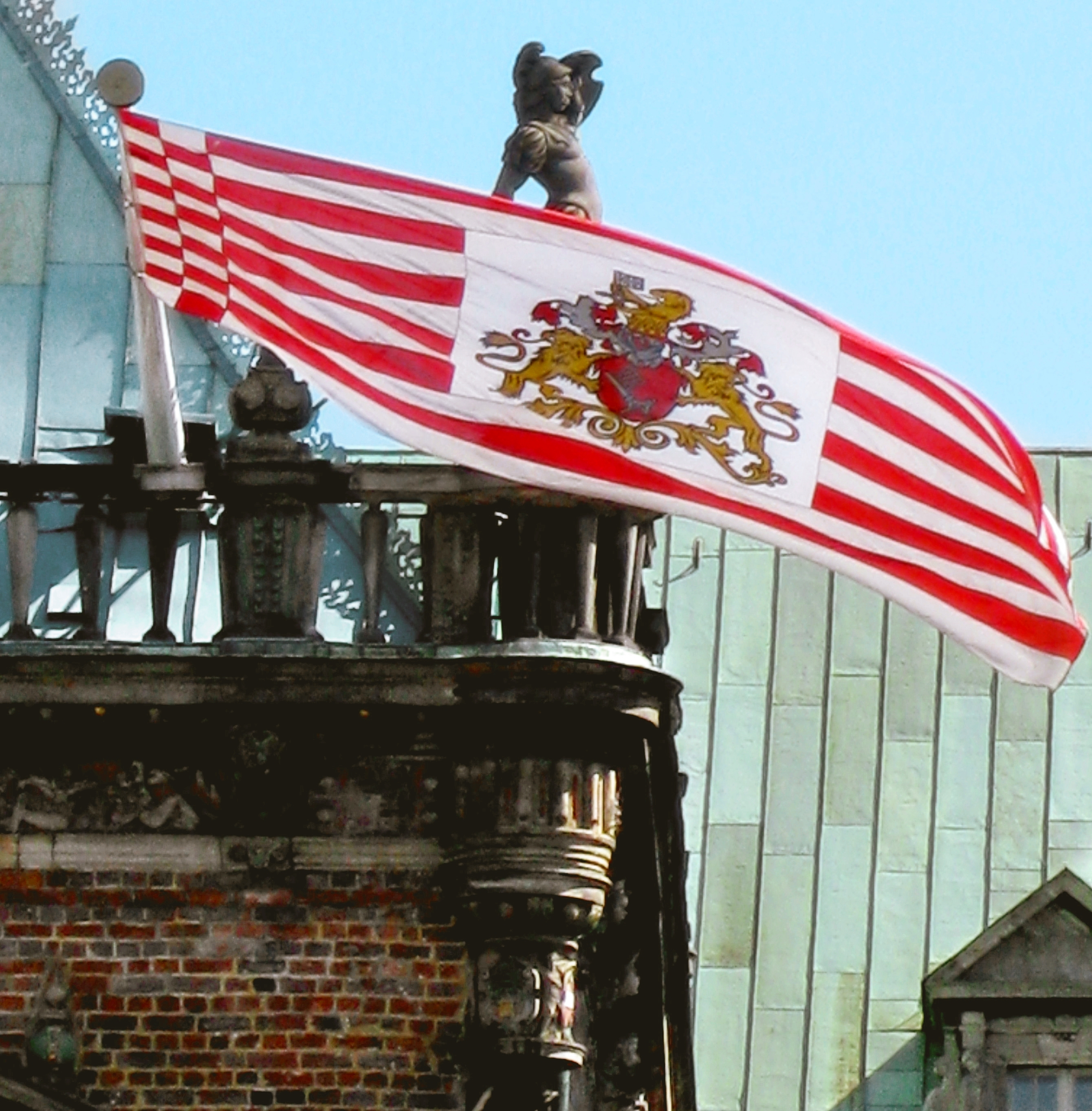
Die Bremer Staatsflagge mit großem Landeswappen am Bremer Rathaus

Das Aussehen bestimmt sich aus Artikel 68 der Landesverfassung der Freien Hansestadt Bremen:
„Die Freie Hansestadt Bremen führt ihre bisherigen Wappen und Flaggen.“
Die Vorschriften dazu waren mit der Bekanntmachung, betreffend Vorschriften über das bremische Staatswappen vom 17. November 1891 (Bremische Staatswappenbekanntmachung, StaatsWBek) festgelegt worden:
§ 1 – „Das große bremische Wappen wird gebildet durch einen schräg nach rechts aufgerichteten, mit dem Barte linkshin gewandten silbernen Schlüssel gotischer Form in einem roten Schilde. Auf dem Schilde ruht eine goldene Krone, welche über dem mit Edelsteinen geschmückten Reife fünf (sichtbare) Zinken in Blattform zeigt. Der Schild ruht auf einer Konsole oder auf einem bandartigen Fußgestell und wird von zwei aufgerichteten rückwärts schauenden Löwen mit den Vorderpranken gehalten. Das mittlere Wappen wird gebildet durch den gleichen Schlüssel im roten, mit der goldenen Krone gekrönten Schilde. Das kleine Wappen wird lediglich durch den gleichen Schlüssel ohne Schild gebildet.“ […]
§ 6 – „Die Staatsflagge ist von Rot und Weiß mindestens achtmal gestreift und längs des Flaggenstocks mit der den Streifen entsprechenden Zahl abwechselnd roter und weißer Würfel in zwei Reihen gesäumt. Die Zahl der roten und die der weißen Streifen soll stets eine gerade sein. In der Mitte hat die Flagge ein viereckiges weißes Feld, in welchem, falls sie mindestens zwölfmal gestreift ist, das in § 1 geschilderte große Wappen dargestellt ist, jedoch mit der Abänderung, daß an Stelle der Krone ein gekrönter Helm mit rot und weißer Helmdecke tritt; die Helmzier bildet ein nach rechts gewandter wachsender Löwe, der mit den Pranken den Wappenschlüssel, den Bart nach links gekehrt, senkrecht hält. Wenn die Flagge nur achtmal gestreift ist, so erhält das Mittelfeld das in § 1 geschilderte mittlere Wappen.“

## Geschichte
Form und Anbringungsort von Flaggen auf Koggen und anderen mitteleuropäischen Großschiffen des Spätmittelalters sind auf dem Stadtsiegel der Hansestadt Elbing von 1350 gut zu erkennen: An der Mastspitze wehte ein Windfähnchen in Form eines schmalen Wimpels („Flüger“; niederdeutsch: vlugher, vluegervögel) und auf dem Achterkastell waren zwei Auslegerflaggen oder Banner, eines davon mit den Symbolen des Stadtwappens, angebracht.
Weder kennen wir Farben (vermutlich rot-weiß) und Gestalt des Bremer Wimpels in jener Zeit, noch wissen wir, ob er einheitlich gebraucht wurde. Erst um 1770 zeigt die älteste einschlägige Bildquelle einen rot-weiß-rot gestreiften Flüger.
Auch fehlen Hinweise auf mittelalterliche Flaggen. Erst eine vereinzelte, mit dem Datum 1573 verbundene Bildüberlieferung stellt einige Schiffe dar, die im Topp quadratische Flaggen mit dem Schlüsselsymbol führen.
Ob es solche bremischen Flaggen schon im Mittelalter gab, wie ein Analogieschluss zur Schiffsflaggendarstellung auf den Siegeln von Elbing oder Stralsund nahelegen könnte, ist wahrscheinlich, kann aber nicht belegt werden.
Der älteste Beleg für die mehrfach gestreifte Flagge („Speckflagge“) ist ein Detail auf einem Kupferstich von Johann Landwehr aus dem Jahr 1661. Es folgen in den 1690er Jahren die Gravuren auf den silbernen Behangschildern der Seeschiffer-Brüder-Sterbekasse. Noch sind diese Beispiele nicht mit der senkrechten Quadrierung entlang des Flaggenstocks versehen, doch 1695 ist die (hier neunfach) gestreifte Flagge, wie wir sie heute kennen, in einem niederländischen Schiffshandbuch abgebildet. Bis zu den amtlichen Festlegungen im 19. Jahrhundert variierte die Anzahl der Streifen, nur selten wurde in die Handelsflaggen auch das Wappen eingearbeitet. Die Bedeutung der auf verschiedenen gedruckten Flaggentafeln des 18. Jahrhunderts wiederkehrenden, vierstreifig blau über weiß dargestellten, angeblich bremischen Flagge bleibt ungeklärt.
Um 1847–1849 zeigten vorübergehend Bremer Schiffe vielfach schon die schwarz-rot-goldenen Farben. Ab 1867/68 führten sie am Heck die schwarz-weiß-rote Handelsflagge des Norddeutschen Bundes und nur vereinzelt noch die Bremer Flagge im Focktopp. Auch im Deutschen Kaiserreich ab 1871 blieben die Reichsfarben für die Handelsflagge verbindlich.
Das rot-weiße Streifen- und Würfelmotiv war auch Bestandteil vieler bremischer Reedereiflaggen und der um 1820 bis um 1860 gehissten Nummernflaggen.
Erst relativ spät wurde, wie andernorts auch, die Bremer Flagge neben dem Gebrauch zur See ein städtisches Identifikationssymbol an Land und eine patriotisch aufgeladene Festdekoration.
1891 wurden die ersten Vorschriften über die bremischen die Staats- und Dienstflaggen erlassen (siehe oben). Sie enthalten das Bremer Schlüsselwappen. Auch heute wird das mittlere Wappen bei der Dienstflagge gezeigt. Das Große Wappen der Freien Hansestadt Bremen entwickelte sich im 16. und 17. Jahrhundert mit zwei Löwen, Krone und Helm. Im 19. Jahrhundert wurde es in die Bremer Staatsflagge eingefügt und wird noch heute als Senatsflagge geführt.
 Die Führung der wappenlosen „bürgerlichen Flagge“ unterliegt keinen gesetzlichen Beschränkungen.

## Varianten
Sofern ein Wappen geführt werden soll, ist bei acht Streifen in der Mitte das mittlere Wappen, bei zwölf Streifen das große Wappen.

### Aktuelle Flaggenvarianten

Bremer Flagge („Speckflagge“)
Dienstflagge mit mittlerem Landeswappen
Staatsflagge mit Flaggenwappen (Senatsflagge)
Landesdienstflagge der bremischen Schifffahrt (1952)

### Historische Flaggenvarianten

Seedienstflagge (1891–1892)
Staatsflagge im Deutschen Kaiserreich
Erkennungszeichen der Weserlotsenfahrzeuge (1935–1945)

Seedienstflagge (1893–1921)
Dienstflagge der Lotsenverwaltung (1895–1918)
Dienstflagge der Zollverwaltung (1895–1918)
Seedienstflagge (1921–1933)
Dienstflagge der Zollverwaltung (1921–1933)
Seedienstflagge (1933–1935)

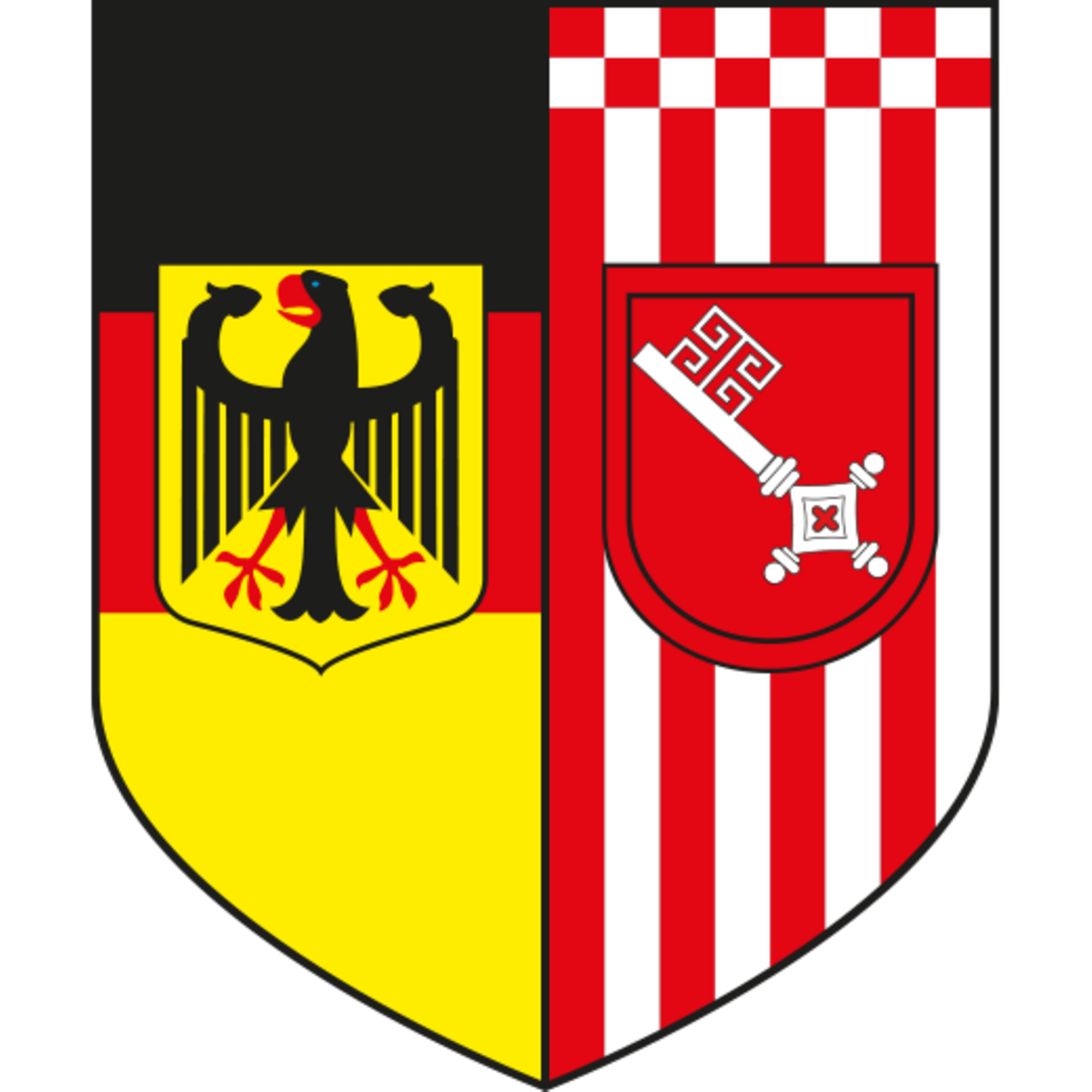
Wappen des Landeskommando Bremen der Bundeswehr. Auf ihr sind das kleine Wappen, die Bremer Flagge und die Bundesdienstflagge vereint.

## Sonstiges
- Von 1971 an spielte die Mannschaft von Werder Bremen fast drei Jahre in den rot-weißen Farben der Speckflagge.[15]
- Die Schlüsseltonne (auch als Bremer Tonne bekannt) in der Außenweser trägt die Farben Rot und Weiß.
- Alle Seenotkreuzer der DGzRS tragen als Gösch die Speckflagge.